# Barentszstraat
De Barentszstraat is een straat in de Zeeheldenbuurt in Amsterdam-West. De straat begint bij het Zoutkeetsplein en eindigt bij het Barentszplein. Voor de huizenblokken in deze straat werden gebouwd, was over de gehele lengte in de 18e eeuw (en daarvoor) de lijnbaan de Groote Zeevaart gevestigd. Zijstraten zijn de Van Neckstraat, de Van Linschotenstraat en de Van Heemskerkstraat.
Rond 1650 was het een smalle weg langs de daar gevestigde lijnbanen. Het weggetje eindigde bij het bolwerk Leeuwenburg (later 't Blauwhoofd genoemd waarop de houtzaagmolen Het Klaverblad stond.) Op deze plek is nu het Barentszplein gesitueerd met daarop de Zuiderspeeltuin. Op het plein was voorheen een spoorverbinding met de inmiddels gesloopte meelfabriek Holland. De spoorrails liepen van het begin van de Van Diemenstraat naar de Westerdoksdijk en op het Barentszplein was via een draaischijf een verbinding met de meelfabriek.

## Gelijknamige straten
De naam Barentszstraat herinnert aan Willem Barentsz, een 16e-eeuwse ontdekkingsreiziger die vooral bekend is van de overwintering op Nova Zembla, waar hij ook is overleden. De straatnaam is toegekend aan een groot aantal verschillende straten in Nederland. 